# Майргофен
Майргофен (нім. Mayrhofen) — ярмаркове містечко і громада округу Швац у землі Тіроль, Австрія.
Майргофен лежить на висоті  633 м над рівнем моря і займає площу  178,8 км². Громада налічує 3821 мешканців. 
Густота населення 21/км².  
Громада Майргофен розміщена в східній частині долини річки Ціллер і суміжна з високогір'ям. Це четверта за площею громада Тіролю, і крім власне Майргофена до громади входять невеликі хутори, часто далекі один від одного. Майргофен займає друге місце за числом туристів серед громад Тіролю. У селищі є 35 готелів. 
|                                    |
| Майргофен на мапі округу та землі. |

 Адреса управління громади: Hauptstraße 409, 6290 Mayrhofen.

## Демографія
Історична динаміка населення міста за даними сайту Statistik Austria

## Виноски
1. ↑  Dauersiedlungsraum der Gemeinden Politischen Bezirke und Bundesländer - Gebietsstand 1.1.2018 — Статистичне управління Австрії.
2. ↑  https://www.statistik.at/blickgem/blick1/g70920.pdf
3. ↑  www.mayrhofen.tirol.gv.at. Архів оригіналу за 27 лютого 2022. Процитовано 16 березня 2022.
4. ↑  Gemeindedaten von Mayrhofen. Архів оригіналу за 17 квітня 2019. Процитовано 15 липня 2013.

| Австрія | Це незавершена стаття з географії Австрії. Ви можете допомогти проєкту, виправивши або дописавши її. |